# Tatsuya Mihashi
Tatsuya Mihashi (三橋達也, Mihashi Tatsuya), né le 2 novembre 1923 et mort le 15 mai 2004, est un acteur japonais.

## Biographie

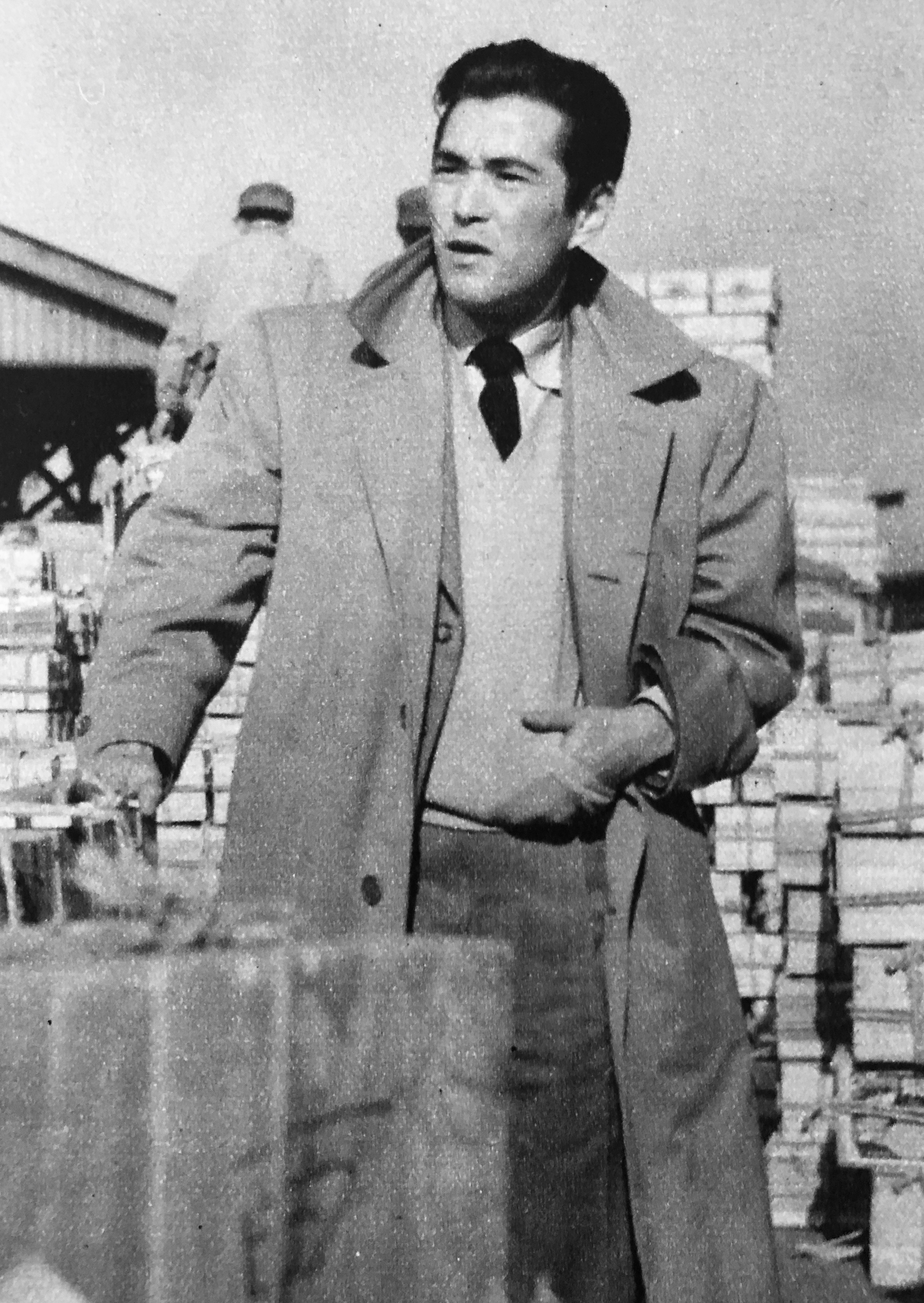
Tatsuya Mihashi en 1955.

Tatsuya Miyashi a tourné dans 140 films entre 1951 et 2004.

## Filmographie partielle
- 1952 : Les Sœurs de Nishijin (西陣の姉妹, Nishijin no shimai?) de Kōzaburō Yoshimura : Hiroshi Yasui
- 1952 : Atakake no hitobito (安宅家の人々?) de Seiji Hisamatsu
- 1952 : Lamentations (慟哭, Dōkoku?) de Shin Saburi
- 1953 : Les Nuits de Hawai (ハワイの夜, Hawai no yoru?) de Masahiro Makino et Shūe Matsubayashi
- 1953 : Le Cœur sincère (まごころ, Magokoro?) de Masaki Kobayashi : Tōru Shimura
- 1953 : Jinanbō (次男坊?) de Yoshitarō Nomura
- 1953 : Shin Tōkyō kōshin-kyoku (新東京行進曲?) de Yūzō Kawashima : Kazuo Kiriyama
- 1953 : Gutei kenkei (愚弟賢兄?) de Yoshitarō Nomura
- 1953 : Tōkyō madamu to Ōsaka fujin (東京マダムと大阪夫人?) de Yūzō Kawashima : Mitsuo Itō
- 1954 : Quel est ton nom ? III (君の名は 第三部, Kimi no na wa: Dai-san-bu?) de Hideo Ōba
- 1955 : Daigaku wa detakeredo (大学は出たけれど?) de Yoshitarō Nomura
- 1955 : Le Poids de l'amour (愛のお荷物, Ai no onimotsu?) de Yoshitarō Nomura
- 1955 : Histoire de fantômes de la jeunesse (青春怪談, Seishun kaidan?) de Kon Ichikawa : Shinichi Utsunomiya
- 1955 : Ashita kuru hito (あした来る人?) de Yūzō Kawashima : Kappei Ohnuki
- 1955 : Le Pauvre Cœur des hommes (こころ, Kokoro?) de Kon Ichikawa : Kaji
- 1955 : Ginza (銀座二十四帖, Ginza nijūyonchō?) de Yūzō Kawashima : Kan Mimurodo
- 1956 : La Harpe de Birmanie (ビルマの竪琴, Biruma no Tategoto?) de Kon Ichikawa
- 1956 : Fūsen (風船?) de Yūzō Kawashima : Keikichi Murakami
- 1956 : Hi no tori (火の鳥?) d'Umetsugu Inoue
- 1956 : Le Paradis de Suzaki (洲崎パラダイス 赤信号, Suzaki Paradaisu: Akashingō?) de Yūzō Kawashima : Yoshiji
- 1956 : Mon quartier (わが町, Waga machi?) de Yūzō Kawashima
- 1960 : Les salauds dorment en paix (悪い奴ほどよく眠る, Warui yatsu hodo yoku nemuru?) d'Akira Kurosawa
- 1960 : Courant du soir (夜の流れ, Yoru no nagare?) de Mikio Naruse et Yūzō Kawashima
- 1960 : The Human Vapor (ガス人間第1号, Gasu ningen daiichigō?) d'Ishirō Honda
- 1961 : Aux Enfers tu festoieras (地獄の饗宴, Jigoku no kyōen?) de Kihachi Okamoto
- 1962 : La Place de la femme (女の座, Onna no za?) de Mikio Naruse : Masaaki Hashimoto
- 1963 : Entre le ciel et l'enfer (天国と地獄, Tengoku to jigoku?) d'Akira Kurosawa
- 1963 : L'Héritage des 500 000 (五十万人の遺産, Gojūman-nin no isan?) de Toshirō Mifune
- 1965 : L'Île des braves (None But The Brave) de Frank Sinatra : lieutenant Kuroki
- 1966 : Lily la tigresse (What's Up, Tiger Lily?) de Woody Allen
- 1966 : L'Étranger à l'intérieur d'une femme (女の中にいる他人, Onna no naka ni iru tanin?) de Mikio Naruse
- 1970 : Tora ! Tora ! Tora ! de Richard Fleischer, Kinji Fukasaku et Toshio Masuda
- 2000 : Pas oublié (忘れられぬ人々, Wasure rarenu hitobito?) de Makoto Shinozaki
- 2002 : Dolls (ドールズ, Dōruzu?) de Takeshi Kitano
- 2004 : Casshern (キャシャーン?) de Kazuaki Kiriya

## Distinctions
Sauf indication contraire, les informations mentionnées dans cette section peuvent être confirmées par la base de données cinématographiques IMDb,  présente dans la section « Liens externes ».
Récompenses
- 1967 : prix Mainichi du meilleur second rôle pour L'Étranger à l'intérieur d'une femme[2]
- 2000 : prix d’interprétation masculine pour Pas oublié au festival des trois continents[3]
- 2001 : Fumiko Yamaji Award (ja) d'excellence cinématographiques pour Pas oublié (conjointement avec Minoru Ōki, Tomio Aoki et Akiko Kazami)[4]
- 2002 : prix Mainichi du meilleur acteur pour Pas oublié[5]
- 2005 : prix du film Mainichi pour l'ensemble de sa carrière[6]
- 2005 : prix spécial à la Japan Academy Prize pour l'ensemble de sa carrière[7]